# 2019年のセントラル・リーグクライマックスシリーズ
2019年のセントラル・リーグクライマックスシリーズは、2019年10月に開催されたプロ野球セントラル・リーグのクライマックスシリーズ。

## 概要
本大会はSMBC日本シリーズ2019出場権をかけたプレーオフトーナメント。4年ぶりに全試合が関東地方で開催された。

### ファーストステージ
レギュラーシーズン2位の横浜DeNAベイスターズと3位の阪神タイガースが3戦2勝先取制で争い、勝者がファイナルステージに進出する。今シリーズは、横浜市に本社を置く家電量販店・ノジマが冠協賛社となり「2019ノジマ クライマックスシリーズ・セ ファーストステージ」として行われる。
横浜スタジアムでCSが行われるのは初めてのことであり、これでNPB全12球団の本拠地がクライマックスシリーズ開催経験をもつことになった。
- 会期：10月5日から10月7日
- 球場：横浜スタジアム
- 試合開始時間[1]：
  - 10月5日（第1戦）・10月6日（第2戦）：14:00
  - 10月7日（第3戦）：18:00

### ファイナルステージ
レギュラーシーズン1位（1勝分のアドバンテージが与えられる）の読売ジャイアンツとファーストステージ勝者の阪神タイガースが6戦4勝先取制で争い、勝者がSMBC日本シリーズ2019への出場権を得る。今シリーズは、新宿に本社を置く警備会社・セノンが冠協賛社となり「2019セノン クライマックスシリーズ・セ ファイナルステージ」として行われる。
東京ドームでの開催は2016年ファーストステージ以来3年ぶり。ファイナルステージの開催は2014年以来5年ぶりとなる。
なお、10月12日は令和元年東日本台風（台風19号）接近の影響による観客の安全面を考慮し、中止順延となった。さらに、13日は東日本台風の影響で午前中、各交通機関で運転が見合わせとなるため、観客の安全を考慮し、試合開始時間を14時から15時30分に変更した。
- 会期：10月9日から10月13日
- 球場：東京ドーム
- 試合開始時間[5]：
  - 10月9日（第1戦）・10月10日（第2戦）・10月11日（第3戦）：18:00
  - 10月13日（第4戦）：15:30

### トーナメント表
|  | 1stステージ（準決勝） | 1stステージ（準決勝） |                             |       | ファイナルステージ（決勝） | ファイナルステージ（決勝） |
|  |                       |                       |                             |       |                            |                            |
|  |                       |                       |                             |       |                            |                            |
|  |                       |                       |                             |       |                            |                            |
|  |                       |                       |                             |       |                            |                            |
|  |                       |                       | （6戦4勝制） 東京ドーム     |       |                            |                            |
|  |                       |                       |                             |       |                            |                            |
|  | 巨人(セ優勝）         | ☆○○●○                 |                             |       |                            |                            |
|  | 巨人(セ優勝）         | ☆○○●○                 | （3戦2勝制） 横浜スタジアム |       |                            |                            |
|  |                       |                       | 阪神                        | ★●●○● |                            |                            |
|  | DeNA(セ2位）          | ●○●                   | 阪神                        | ★●●○● |                            |                            |
|  | DeNA(セ2位）          | ●○●                   |                             |       |                            |                            |
|  | 阪神(セ3位）          | ○●○                   |                             |       |                            |                            |
|  | 阪神(セ3位）          | ○●○                   |                             |       |                            |                            |
|  |                       |                       |                             |       |                            |                            |
|  |                       |                       |                             |       |                            |                            |
|  |                       |                       |                             |       |                            |                            |
|  |                       |                       |                             |       |                            |                            |

☆・★=ファイナルステージのアドバンテージによる1勝・1敗分

## 日程

### ファーストステージ
| 日付                 | 試合  | ビジター球団（先攻） | スコア | ホーム球団（後攻）   | 開催球場       |
| 10月5日（土）        | 第1戦 | 阪神タイガース       | 8 - 7  | 横浜DeNAベイスターズ | 横浜スタジアム |
| 10月6日（日）        | 第2戦 | 阪神タイガース       | 4 - 6x | 横浜DeNAベイスターズ | 横浜スタジアム |
| 10月7日（月）        | 第3戦 | 阪神タイガース       | 2 - 1  | 横浜DeNAベイスターズ | 横浜スタジアム |
| 勝者：阪神タイガース |       |                      |        |                      |                |

### ファイナルステージ
| 日付                   | 試合           | ビジター球団（先攻）                     | スコア                                   | ホーム球団（後攻）                       | 開催球場   |
| アドバンテージ         | アドバンテージ | 阪神タイガース                           |                                          | 読売ジャイアンツ                         |            |
| 10月9日（水）          | 第1戦          | 阪神タイガース                           | 2 - 5                                    | 読売ジャイアンツ                         | 東京ドーム |
| 10月10日（木）         | 第2戦          | 阪神タイガース                           | 0 - 6                                    | 読売ジャイアンツ                         | 東京ドーム |
| 10月11日（金）         | 第3戦          | 阪神タイガース                           | 7 - 6                                    | 読売ジャイアンツ                         | 東京ドーム |
| 10月12日（土）         | 第4戦          | 令和元年東日本台風（台風19号）のため中止 | 令和元年東日本台風（台風19号）のため中止 | 令和元年東日本台風（台風19号）のため中止 | 東京ドーム |
| 10月13日（日）         | 第4戦          | 阪神タイガース                           | 1 - 4                                    | 読売ジャイアンツ                         | 東京ドーム |
| 勝者：読売ジャイアンツ |                |                                          |                                          |                                          |            |

## 試合結果

### ファーストステージ
| 日付                 | 試合  | ビジター球団（先攻） | スコア | ホーム球団（後攻）   | 開催球場       |
| 10月5日（土）        | 第1戦 | 阪神タイガース       | 8 - 7  | 横浜DeNAベイスターズ | 横浜スタジアム |
| 10月6日（日）        | 第2戦 | 阪神タイガース       | 4 - 6x | 横浜DeNAベイスターズ | 横浜スタジアム |
| 10月7日（月）        | 第3戦 | 阪神タイガース       | 2 - 1  | 横浜DeNAベイスターズ | 横浜スタジアム |
| 勝者：阪神タイガース |       |                      |        |                      |                |

#### 第1戦 10月5日
|      | 1 | 2 | 3 | 4 | 5 | 6 | 7 | 8 | 9 | R | H  | E |
| ---- | - | - | - | - | - | - | - | - | - | - | -- | - |
| 阪神 | 0 | 0 | 0 | 1 | 0 | 0 | 4 | 3 | 0 | 8 | 12 | 0 |
| DeNA | 3 | 0 | 0 | 0 | 4 | 0 | 0 | 0 | 0 | 7 | 14 | 0 |

1. 神：西（0回）、守屋（1回）、ガルシア（3回）、島本（1回）、能見（1回）、○ドリス（1回）、H岩崎（1回）、S藤川（1回） - 梅野
2. De：石田（4回）、H今永（2回）、バリオス（0回1/3）、●エスコバー（1回1/3）、国吉（1回1/3） - 伊藤光
3. 勝利：ドリス（1勝）
4. セーブ：藤川（1S）
5. 敗戦：エスコバー（1敗）
6. 本塁打
神：北條1号（7回3ラン・エスコバー）
De：筒香1号（1回3ラン・西）
7. 審判
［球審］石山
［塁審］土山（1B）、笠原（2B）、名幸（3B）
［外審］西本（LL）、吉本（RL）
8. 開始：14時02分 試合時間：3時間57分[6]

| 阪神 | 阪神   | 阪神     |
| 打順 | 守備   | 選手     |
| ---- | ------ | -------- |
| 1    | [中]   | 近本     |
| 2    | [遊三] | 北條     |
| 3    | [左]   | 福留     |
| 4    | [一]   | マルテ   |
| 5    | [三]   | 大山     |
|      | 投     | ドリス   |
|      | 投     | 岩崎     |
|      | 打     | 原口     |
|      | 投     | 藤川     |
| 7    | [捕]   | 梅野     |
| 8    | [右]   | 中谷     |
|      | 打右   | 髙山     |
| 9    | [投]   | 西       |
|      | 投     | 守屋     |
|      | 打     | 陽川     |
|      | 投     | ガルシア |
|      | 打     | 上本     |
|      | 投     | 島本     |
|      | 投     | 能見     |
|      | 打遊   | 木浪     |
|      | 走遊   | 植田     |

| DeNA | DeNA | DeNA       |
| 打順 | 守備 | 選手       |
| ---- | ---- | ---------- |
| 1    | [中] | 神里       |
| 2    | [右] | ソト       |
| 3    | [左] | 筒香       |
| 4    | [一] | ロペス     |
| 5    | [三] | 宮﨑       |
|      | 走   | 桑原       |
| 6    | [捕] | 伊藤光     |
|      | 打   | 佐野       |
| 7    | [二] | 柴田       |
| 8    | [投] | 石田       |
|      | 打   | 伊藤裕     |
|      | 投   | 今永       |
|      | 投   | バリオス   |
|      | 投   | エスコバー |
|      | 投   | 国吉       |
| 9    | [遊] | 大和       |

初のクライマックスシリーズ（以下、CS）本拠地開催となったDeNAの先発は石田、阪神の先発は西。
DeNAは1回裏、筒香の3点本塁打で先制する。さらに無死1塁とすると、続く宮﨑の打球が阪神先発・西を直撃し、阪神は投手を西から守屋に交代。先発・西は1つもアウトを取れずに降板となった。その後阪神は4回表、梅野の犠飛で1点を返すも、5回裏にDeNAが阪神の4番手・島本を攻め、筒香、ロペス、柴田の適時打で4点を追加し、7-1と6点をリードした。それでも阪神は7回表、DeNAの3番手・バリオスを攻め1死2塁とし、木浪の適時打で1点を返す。さらに、4番手・エスコバーから近本が遊安打を放ち1死1,2塁とすると、北條の3点本塁打で、7-5の2点差とした。続く8回表には、続投したエスコバーから木浪が適時打を放ち1点差とする。さらに近本の安打と盗塁で2死2,3塁とすると、北條が5番手・国吉から2点適時打を放ち、7-8と逆転に成功した。阪神は6回以降、能見、ドリス、岩崎が無失点で繋ぐと、最後は藤川が9回裏を無失点で抑えて、阪神が8-7で勝利し、ファイナルステージ進出に王手をかけた。
CSで6点差を逆転し勝利を収めるのは史上初。また、阪神の北條は5打点を記録したが、CSでの1試合5打点以上は前年のパ・リーグファイナルステージ第3戦の上林誠知以来、史上12人目（14度目）、セ・リーグでは2012年第2ステージ第2戦の小笠原道大以来、史上2人目。

#### 第2戦 10月6日
|      | 1 | 2 | 3 | 4 | 5 | 6 | 7 | 8 | 9  | R | H  | E |
| ---- | - | - | - | - | - | - | - | - | -- | - | -- | - |
| 阪神 | 0 | 0 | 0 | 0 | 2 | 1 | 0 | 0 | 1  | 4 | 10 | 0 |
| DeNA | 2 | 0 | 1 | 0 | 0 | 1 | 0 | 0 | 2× | 6 | 11 | 1 |

1. 神：青柳（4回）、守屋（1回）、ガルシア（1回）、ドリス（1回）、●岩崎（1回1/3） - 梅野
2. De：濵口（4回2/3）、H三嶋（0回1/3）今永（1回）、Hパットン（0回1/3）、Hエスコバー（0回2/3）、○山﨑（2回） - 戸柱、嶺井
3. 勝利：山﨑（1勝）
4. 敗戦：岩崎（1敗）
5. 本塁打
神：福留1号（9回ソロ・山﨑）
De：ロペス1号（1回2ラン・青柳）、筒香2号（3回ソロ・青柳）、乙坂1号（9回2ラン・岩崎）
6. 審判
［球審］名幸
［塁審］笠原（1B）、西本（2B）、吉本（3B）
［外審］芦原（LL）、土山（RL）
7. 開始：14時00分 試合時間：3時間50分[9]

| 阪神 | 阪神   | 阪神     |
| 打順 | 守備   | 選手     |
| ---- | ------ | -------- |
| 1    | [中]   | 近本     |
| 2    | [遊]   | 北條     |
|      | 走遊   | 植田     |
|      | 打遊   | 木浪     |
| 3    | [左]   | 福留     |
| 4    | [一]   | マルテ   |
| 5    | [三]   | 大山     |
|      | 投     | 守屋     |
|      | 投     | ガルシア |
|      | 打     | 原口     |
|      | 投     | ドリス   |
|      | 投     | 岩崎     |
| 6    | [二三] | 糸原     |
| 7    | [捕]   | 梅野     |
| 8    | [右]   | 中谷     |
|      | 打右   | 髙山     |
| 9    | [投]   | 青柳     |
|      | 打二   | 上本     |

| DeNA | DeNA   | DeNA       |
| 打順 | 守備   | 選手       |
| ---- | ------ | ---------- |
| 1    | [中右] | 神里       |
| 2    | [右]   | ソト       |
|      | 走右   | 桑原       |
| 3    | [左]   | 筒香       |
| 4    | [一]   | ロペス     |
| 5    | [三]   | 宮﨑       |
| 6    | [捕]   | 戸柱       |
|      | 打     | 梶谷       |
|      | 投     | 山﨑       |
|      | 打     | 乙坂       |
| 7    | [二]   | 柴田       |
| 8    | [遊]   | 大和       |
| 9    | [投]   | 濵口       |
|      | 投     | 三嶋       |
|      | 投     | 今永       |
|      | 打     | 中井       |
|      | 投     | パットン   |
|      | 投     | エスコバー |
|      | 打     | 嶺井       |

DeNAの先発は濵口、阪神の先発は青柳。
DeNAは1回裏、ロペスの2点本塁打で先制すると、3回裏には筒香がソロ本塁打を放ち、1点を追加し、3点をリードした。一方の阪神は5回表、北條の左線適時二塁打と、続く福留の右前適時打で2点を返し1点差とすると、さらに6回表には上本が左前適時打を放ち、同点に追いついた。対するDeNAは直後の6回裏、神里が阪神の3番手・ガルシアから左前適時打を放ち、DeNAが再び1点をリードした。しかし9回表、DeNAは8回表から登板していたクローザー・山﨑を続投させるも、2死から福留にソロ本塁打を浴び、同点に追いついかれた。それでも直後の9回裏、8回裏から登板していた阪神の5番手・岩崎から、代打・乙坂が右越2点本塁打を放ち、DeNAがサヨナラ勝ちを決め、ファイナルステージ進出へ逆王手をかけた。
CSでのサヨナラ勝ちは、2015年ファイナルステージ第1戦のソフトバンク以来11度目で、セ・リーグでは2012年ファイナルステージ第5戦（石井義人のサヨナラ安打）以来。また、サヨナラ本塁打は2009年第2ステージ第1戦のターメル・スレッジ以来、CS史上3本目で、セ・リーグでは史上初。代打サヨナラ本塁打は両リーグ通じてCS史上初であり、日本シリーズを含めても1992年の杉浦亨以来、史上2本目。
また、乙坂は2017年ファーストステージ第2戦でも代打本塁打を放っており、CSで代打本塁打を2本記録したのは史上初。

#### 第3戦 10月7日
|      | 1 | 2 | 3 | 4 | 5 | 6 | 7 | 8 | 9 | R | H | E |
| ---- | - | - | - | - | - | - | - | - | - | - | - | - |
| 阪神 | 0 | 0 | 0 | 0 | 0 | 1 | 0 | 1 | 0 | 2 | 9 | 1 |
| DeNA | 0 | 0 | 0 | 0 | 0 | 0 | 1 | 0 | 0 | 1 | 4 | 1 |

1. 神：髙橋遥（3回）、H島本（2回）、岩崎（1回1/3）、○ドリス（0回2/3）、S藤川（2回） - 梅野
2. De：平良（3回2/3）、H石田（0回1/3）、国吉（2回）- 上茶谷（1回）、●エスコバー（0回2/3）、三嶋（0回1/3）、山﨑（1回） - 伊藤光
3. 勝利：ドリス（2勝）
4. セーブ：藤川（2S）
5. 敗戦：エスコバー（2敗）
6. 審判
［球審］吉本
［塁審］西本（1B）、芦原（2B）、土山（3B）
［外審］石山（LL）、笠原（RL）
7. 開始：18時00分 試合時間：3時間57分[12]

| 阪神 | 阪神   | 阪神   |
| 打順 | 守備   | 選手   |
| ---- | ------ | ------ |
| 1    | [中]   | 近本   |
| 2    | [三]   | 北條   |
|      | 投     | 藤川   |
| 3    | [左]   | 福留   |
| 4    | [一]   | マルテ |
|      | 一     | 大山   |
| 5    | [二三] | 糸原   |
| 6    | [右]   | 髙山   |
|      | 走二   | 植田   |
| 7    | [捕]   | 梅野   |
| 8    | [遊]   | 木浪   |
| 9    | [投]   | 髙橋遥 |
|      | 打     | 鳥谷   |
|      | 投     | 島本   |
|      | 打     | 陽川   |
|      | 投     | 岩崎   |
|      | 投     | ドリス |
|      | 打     | 原口   |
|      | 右     | 江越   |

| DeNA | DeNA   | DeNA       |
| 打順 | 守備   | 選手       |
| ---- | ------ | ---------- |
| 1    | [中]   | 神里       |
| 2    | [右二] | ソト       |
| 3    | [左]   | 筒香       |
| 4    | [一]   | ロペス     |
|      | 走     | 中井       |
| 5    | [三]   | 宮﨑       |
| 6    | [捕]   | 伊藤光     |
|      | 打     | 乙坂       |
| 7    | [二遊] | 柴田       |
| 8    | [遊]   | 大和       |
|      | 打右   | 佐野       |
| 9    | [投]   | 平良       |
|      | 投     | 石田       |
|      | 投     | 国吉       |
|      | 打     | 桑原       |
|      | 投     | 上茶谷     |
|      | 投     | エスコバー |
|      | 投     | 三嶋       |
|      | 打     | 梶谷       |
|      | 投     | 山﨑       |

DeNAの先発は平良、阪神の先発は髙橋遥。
阪神は4回表、2死1,2塁のチャンスを作ると、3回まで1安打無失点の好投を見せていた先発・髙橋遥に代えて代打・鳥谷を送る。すると、DeNAも先発・平良に代わって、第1戦に先発した石田が登板。鳥谷には四球で出塁を許したが、近本は一ゴロに抑え、無失点で切り抜けた。その後阪神は6回表、1死3塁のチャンスを作ると、5回表から登板していたDeNAの3番手・国吉の暴投で1点を先制する。一方のDeNAは7回裏、6回裏から登板していた阪神の3番手・岩崎を攻め1死満塁のチャンスを作ると、伊藤光の三ゴロを三塁手・北條がファンブルする間に1点を入れ、同点に追いついた。ここで阪神は投手を岩崎からドリスに交代。なおも1死満塁という状況だったが、柴田を空振り三振、代打・佐野を中飛に抑え、同点のまま7回裏を終えた。すると阪神は直後の8回表、DeNAの5番手・エスコバーから髙山が死球で出塁すると、代走・植田が二盗に成功。さらにエスコバーの暴投で1死3塁とすると、梅野が中犠飛を放ち、阪神が1点を勝ち越した。阪神は8回裏からクローザー・藤川が登板し、そのまま9回裏まで続投。最後は代打・乙坂を投ゴロに抑え、阪神が2-1で勝利し、5年ぶり2度目となるファイナルステージ進出を決めた。
これにより、セ・リーグのCSでは、2016年から4年連続で3位チームがファイナルステージに進出することとなった。
なおDeNAの筒香はシーズン終了後にメジャーリーグ挑戦を表明。翌2020年にタンパベイ・レイズへ移籍したため、2021年現在この試合が日本での最後の出場試合となっている。

### ファイナルステージ
| 日付                   | 試合           | ビジター球団（先攻）                     | スコア                                   | ホーム球団（後攻）                       | 開催球場   |
| アドバンテージ         | アドバンテージ | 阪神タイガース                           |                                          | 読売ジャイアンツ                         |            |
| 10月9日（水）          | 第1戦          | 阪神タイガース                           | 2 - 5                                    | 読売ジャイアンツ                         | 東京ドーム |
| 10月10日（木）         | 第2戦          | 阪神タイガース                           | 0 - 6                                    | 読売ジャイアンツ                         | 東京ドーム |
| 10月11日（金）         | 第3戦          | 阪神タイガース                           | 7 - 6                                    | 読売ジャイアンツ                         | 東京ドーム |
| 10月12日（土）         | 第4戦          | 令和元年東日本台風（台風19号）のため中止 | 令和元年東日本台風（台風19号）のため中止 | 令和元年東日本台風（台風19号）のため中止 | 東京ドーム |
| 10月13日（日）         | 第4戦          | 阪神タイガース                           | 1 - 4                                    | 読売ジャイアンツ                         | 東京ドーム |
| 勝者：読売ジャイアンツ |                |                                          |                                          |                                          |            |

#### 第1戦 10月9日
|      | 1 | 2 | 3 | 4 | 5 | 6 | 7 | 8 | 9 | R | H | E |
| ---- | - | - | - | - | - | - | - | - | - | - | - | - |
| 阪神 | 0 | 0 | 0 | 1 | 0 | 0 | 0 | 0 | 1 | 2 | 6 | 0 |
| 巨人 | 2 | 3 | 0 | 0 | 0 | 0 | 0 | 0 | × | 5 | 6 | 0 |

1. 神：●望月（2回）、岩貞（2回）、能見（2回）、守屋（2回） - 梅野
2. 巨：○山口（7回1/3）、中川（0回2/3）、デラロサ（0回2/3）、S田口（0回1/3） - 小林
3. 勝利：山口（1勝）
4. セーブ：田口（1S）
5. 敗戦：望月（1敗）
6. 本塁打
巨：丸1号（1回ソロ・望月）、岡本1号（1回ソロ・望月）
7. 審判
［球審］眞鍋
［塁審］川口（1B）、嶋田（2B）、深谷（3B）
［外審］小林（LL）、牧田（RL）
8. 開始：18時00分 試合時間：3時間13分[16]

| 阪神 | 阪神 | 阪神   |
| 打順 | 守備 | 選手   |
| ---- | ---- | ------ |
| 1    | [遊] | 木浪   |
| 2    | [中] | 近本   |
| 3    | [左] | 福留   |
| 4    | [一] | マルテ |
| 5    | [二] | 糸原   |
| 6    | [右] | 髙山   |
| 7    | [三] | 大山   |
|      | 投   | 守屋   |
|      | 打   | 原口   |
| 8    | [捕] | 梅野   |
| 9    | [投] | 望月   |
|      | 打   | 陽川   |
|      | 投   | 岩貞   |
|      | 打   | 鳥谷   |
|      | 投   | 能見   |
|      | 三   | 北條   |
|      | 走   | 植田   |

| 巨人 | 巨人   | 巨人     |
| 打順 | 守備   | 選手     |
| ---- | ------ | -------- |
| 1    | [右左] | 亀井     |
| 2    | [遊]   | 坂本勇   |
| 3    | [中]   | 丸       |
| 4    | [三一] | 岡本     |
| 5    | [一]   | 阿部     |
|      | 三     | 若林     |
| 6    | [左]   | ゲレーロ |
|      | 投     | デラロサ |
|      | 投     | 田口     |
| 7    | [二]   | 田中俊   |
| 8    | [捕]   | 小林     |
| 9    | [投]   | 山口     |
|      | 投     | 中川     |
|      | 右     | 陽       |

巨人の先発は山口、阪神の先発は望月。
巨人は1回裏、丸と岡本の2者連続本塁打で2点を先制すると、続く2回裏には2死1,2塁から亀井、坂本勇の連続適時打で3点を追加し、2回までに5点をリードした。対する阪神は4回表、2死満塁から髙山の打席で巨人の先発・山口が暴投し、1点を返す。さらに髙山が四球で出塁し、再び2死満塁とするも、大山が中飛に倒れた。阪神の先発・望月は2回5失点で降板するも、3回以降は岩貞、能見、守屋が2回ずつ投げ無失点に抑える好投を見せた。しかし、対する巨人の先発・山口は8回1/3まで4回表の暴投による1失点に抑える好投を見せる。9回表に登板した3番手・デラロサが2安打と四球で2死満塁のピンチを作り、押し出し四球で1点を与えるも、最後は木浪を三ゴロに抑え、巨人が5-2で勝利。アドバンテージを含め2勝0敗とした。
阪神は前回のファイナルステージ進出時（2014年）は4勝1敗（相手のアドバンテージ含む）での突破であったため、ファイナルステージでは初の敗戦となった。

#### 第2戦 10月10日
|      | 1 | 2 | 3 | 4 | 5 | 6 | 7 | 8 | 9 | R | H  | E |
| ---- | - | - | - | - | - | - | - | - | - | - | -- | - |
| 阪神 | 0 | 0 | 0 | 0 | 0 | 0 | 0 | 0 | 0 | 0 | 3  | 1 |
| 巨人 | 1 | 0 | 0 | 2 | 2 | 0 | 0 | 1 | × | 6 | 11 | 1 |

1. 神：●髙橋遥（2回）、ガルシア（2回）、島本（1回）、岩貞（2回）、守屋（1回） - 梅野
2. 巨：○メルセデス（7回）、大竹（1回）、デラロサ（1回） - 大城、炭谷
3. 勝利：メルセデス（1勝）
4. 敗戦：髙橋遥（1敗）
5. 本塁打
巨：ゲレーロ1号（4回2ラン・ガルシア）
6. 審判
［球審］深谷
［塁審］嶋田（1B）、小林（2B）、牧田（3B）
［外審］原（LL）、川口（RL）
7. 開始：18時00分 試合時間：2時間43分[19]

| 阪神 | 阪神 | 阪神     |
| 打順 | 守備 | 選手     |
| ---- | ---- | -------- |
| 1    | [中] | 近本     |
| 2    | [三] | 北條     |
| 3    | [左] | 福留     |
|      | 走   | 江越     |
| 4    | [一] | マルテ   |
| 5    | [二] | 糸原     |
| 6    | [右] | 髙山     |
| 7    | [捕] | 梅野     |
| 8    | [遊] | 木浪     |
| 9    | [投] | 髙橋遥   |
|      | 打   | 上本     |
|      | 投   | ガルシア |
|      | 打   | 陽川     |
|      | 投   | 島本     |
|      | 投   | 岩貞     |
|      | 打   | 鳥谷     |
|      | 走   | 守屋     |

| 巨人 | 巨人 | 巨人       |
| 打順 | 守備 | 選手       |
| ---- | ---- | ---------- |
| 1    | [右] | 亀井       |
|      | 投   | 大竹       |
|      | 投   | デラロサ   |
| 2    | [遊] | 坂本勇     |
| 3    | [中] | 丸         |
| 4    | 一   | 岡本       |
| 5    | [左] | ゲレーロ   |
|      | 打   | 阿部       |
|      | 走右 | 陽         |
| 6    | [捕] | 大城       |
|      | 右左 | 重信       |
| 7    | [三] | 若林       |
| 8    | [二] | 田中俊     |
| 9    | [投] | メルセデス |
|      | 捕   | 炭谷       |

巨人の先発はメルセデス、阪神の先発はファーストステージ第3戦から中2日での登板となる髙橋遥。
巨人は1回裏、亀井の右二塁打、坂本勇の右前安打で無死1,3塁のチャンスを作ると、続く丸の遊撃併殺打の間に先制する。さらに4回裏には、3回裏から登板していた阪神の2番手・ガルシアから、ゲレーロが2点本塁打を放ち3-0とする。続く5回裏には3番手・島本から亀井が右中間二塁打、坂本勇が四球で出塁し、さらにダブルスチールで1死2,3塁とすると、丸の左犠飛、岡本の右前適時打で2点を追加し、リードを5点に広げた。巨人はその後、8回裏には若林の中前適時打で1点を追加し、ダメ押しに成功。投手陣では、先発・メルセデスが7回3安打無失点と好投すると、8回は大竹、9回はデラロサがそれぞれ無失点に抑え、阪神打線に三塁を踏ませることなく巨人が6-0で完封勝ち。アドバンテージを含む3勝0敗とし、日本シリーズ進出に王手をかけた。一方の阪神は、投打ともに振るわず、後がなくなった。

#### 第3戦 10月11日
|      | 1 | 2 | 3 | 4 | 5 | 6 | 7 | 8 | 9 | R | H  | E |
| ---- | - | - | - | - | - | - | - | - | - | - | -- | - |
| 阪神 | 0 | 0 | 1 | 0 | 5 | 0 | 0 | 0 | 1 | 7 | 12 | 0 |
| 巨人 | 0 | 0 | 3 | 1 | 2 | 0 | 0 | 0 | 0 | 6 | 11 | 1 |

1. 神：青柳（2回1/3）、ガルシア（0回2/3）、島本（1回）、ドリス（1回1/3）、H岩崎（1回2/3）、○藤川（2回） - 梅野
2. 巨：戸郷（3回）、桜井（1回0/3）、高木（0回2/3）、澤村（0回2/3）、H大竹（1回2/3）、●中川（2回） - 炭谷、小林
3. 勝利：藤川（1勝）
4. 敗戦：中川（1敗）
5. 本塁打
神：梅野1号（3回ソロ・戸郷）、大山1号（9回ソロ・中川）
巨：陽1号（4回ソロ・島本）、岡本2号（5回2ラン・ドリス）
6. 審判
［球審］牧田
［塁審］小林（1B）、原（2B）、川口（3B）
［外審］眞鍋（LL）、嶋田（RL）
7. 開始：18時00分 試合時間：4時間32分[22]

| 阪神 | 阪神 | 阪神     |
| 打順 | 守備 | 選手     |
| ---- | ---- | -------- |
| 1    | [中] | 近本     |
| 2    | [遊] | 北條     |
|      | 二   | 植田     |
| 3    | [左] | 福留     |
| 4    | [一] | マルテ   |
| 5    | [二] | 糸原     |
|      | 投   | 岩崎     |
|      | 打   | 上本     |
|      | 投   | 藤川     |
| 6    | [右] | 髙山     |
| 7    | [三] | 大山     |
| 8    | [捕] | 梅野     |
| 9    | [投] | 青柳     |
|      | 投   | ガルシア |
|      | 打   | 陽川     |
|      | 投   | 島本     |
|      | 打   | 原口     |
|      | 投   | ドリス   |
|      | 二遊 | 木浪     |

| 巨人 | 巨人   | 巨人   |
| 打順 | 守備   | 選手   |
| ---- | ------ | ------ |
| 1    | [右左] | 亀井   |
| 2    | [遊]   | 坂本勇 |
| 3    | [中]   | 丸     |
| 4    | [三]   | 岡本   |
| 5    | [一]   | 阿部   |
| 6    | [左]   | 重信   |
|      | 打     | 石川   |
|      | 投     | 桜井   |
|      | 投     | 高木   |
|      | 投     | 澤村   |
|      | 捕     | 小林   |
| 7    | [二]   | 田中俊 |
|      | 投     | 中川   |
| 8    | [捕]   | 炭谷   |
|      | 投     | 大竹   |
|      | 二     | 山本   |
| 9    | [投]   | 戸郷   |
|      | 打     | 若林   |
|      | 走右   | 陽     |

巨人の先発は戸郷、阪神の先発は青柳。
阪神は3回表、梅野のソロ本塁打で先制に成功する。その後、近本の内野安打と2つの四球で2死満塁とするも、糸原が三邪飛に倒れた。すると直後の3回裏、巨人は先発・戸郷に代打・若林を送ると、死球で出塁。その後、亀井の右前安打などで1死1,3塁となると、阪神は先発・青柳に代わってガルシアが登板する。しかし、丸に四球を与え満塁とすると、岡本、阿部が連続適時打を放ち、3点を入れ巨人が逆転した。さらに続く4回裏には陽が3番手・島本からソロ本塁打を放ち1点を追加し、3点をリードする。それでも阪神は直後の5回表、巨人の2番手・桜井から3四死球で無死満塁のチャンスを作る。ここで巨人は投手を高木に交代。しかし、髙山が右前適時打、1死後に梅野が左前適時打、2死後に近本が右線適時三塁打を放ち、5点を入れ6-4と逆転に成功した。しかし直後の5回裏、岡本が4番手・ドリスから2点本塁打を放ち、巨人が6-6の同点に追いついた。その後阪神は9回表、先頭の大山が8回表から登板していた6番手・中川からソロ本塁打を放ち勝ち越しに成功。9回裏は、8回裏から登板していた抑えの藤川が2回連続で三者凡退に抑え、阪神が7-6で勝利。阪神が、巨人のアドバンテージを含む1勝3敗とした。
試合時間の4時間32分は2004年のプレーオフ第1ステージ第3戦を1分上回り、9回で終了した現行制度のCSとしては最長となった。

#### 第4戦 10月13日
|      | 1 | 2 | 3 | 4 | 5 | 6 | 7 | 8 | 9 | R | H | E |
| ---- | - | - | - | - | - | - | - | - | - | - | - | - |
| 阪神 | 0 | 1 | 0 | 0 | 0 | 0 | 0 | 0 | 0 | 1 | 2 | 0 |
| 巨人 | 0 | 0 | 0 | 0 | 1 | 1 | 2 | 0 | × | 4 | 7 | 1 |

1. 神：●西（6回）、岩崎（1回）、藤川（1回）
2. 巨：髙橋（5回0/3）、○大竹（1回）、H田口（1回）、H中川（1回）、Sデラロサ（1回）
3. 勝利：大竹（1勝）
4. セーブ：デラロサ（1S）
5. 敗戦：西（1敗）
6. 本塁打
巨：岡本3号（5回ソロ・西）、ゲレーロ2号（7回2ラン・岩崎）
7. 審判
［球審］川口
［塁審］原（1B）、眞鍋（2B）、嶋田（3B）
［外審］深谷（LL）、小林（RL）
8. 開始：15時30分 試合時間：2時間58分[24]

| 阪神 | 阪神 | 阪神   |
| 打順 | 守備 | 選手   |
| ---- | ---- | ------ |
| 1    | [中] | 近本   |
| 2    | [遊] | 北條   |
|      | 走遊 | 植田   |
|      | 投   | 藤川   |
| 3    | [右] | 福留   |
| 4    | [一] | マルテ |
| 5    | [三] | 大山   |
| 6    | [捕] | 梅野   |
|      | 打   | 鳥谷   |
| 7    | [二] | 糸原   |
| 8    | [左] | 陽川   |
| 9    | [投] | 西     |
|      | 打   | 上本   |
|      | 投   | 岩崎   |
|      | 遊   | 木浪   |

| 巨人 | 巨人   | 巨人     |
| 打順 | 守備   | 選手     |
| ---- | ------ | -------- |
| 1    | [右左] | 亀井     |
| 2    | [遊]   | 坂本勇   |
| 3    | [中]   | 丸       |
| 4    | [三一] | 岡本     |
| 5    | [一]   | 阿部     |
|      | 投     | 中川     |
|      | 打     | 重信     |
|      | 投     | デラロサ |
| 6    | [捕]   | 大城     |
|      | 走二   | 増田大   |
| 7    | [左]   | ゲレーロ |
|      | 捕     | 小林     |
| 8    | [二]   | 田中俊   |
|      | 投     | 大竹     |
|      | 投     | 田口     |
|      | 打右   | 陽       |
| 9    | [投]   | 髙橋     |
|      | 二三   | 山本     |

巨人の先発は髙橋、阪神の先発は西。
当初、第4戦は前日である10月12日の14時00分開始予定であったが、台風19号の影響で中止となり、同13日に延期となった。また、試合開始時間は1時間半繰り下げとなる15時30分となった。ドーム球場の試合が中止となるのは、セ・リーグのCS史上初。
阪神は2回表、大山の左中間二塁打、梅野の一犠打で1死3塁のチャンスを作ると、糸原の左犠飛で1点を先制する。阪神の先発・西は4回1死まで完全投球を続けるも、5回裏に岡本にソロ本塁打を浴び、同点に追いつかれる。さらに続く6回裏、先頭打者の山本が左二塁打を放ち、2死3塁となってから丸がセーフティバントを試みると、西の送球が逸れ、巨人が1点を勝ち越した。7回表、西は代打を出され、6回2失点で交代し、7回裏は2番手に岩崎が登板。巨人はその岩崎から、ゲレーロが2点本塁打を放ち、リードを3点に広げた。投手陣では、巨人の先発・髙橋が5回0/3を2安打1失点に抑えると、大竹、田口、中川、デラロサがそれぞれ無安打無四球に抑え、巨人が4-1で勝利。これで対戦成績をアドバンテージを含めて4勝1敗とし、2013年以来6年ぶりとなる日本シリーズ進出を決めた。
既に退団が決まっていた鳥谷は9回表2死に梅野の代打として出場し、二ゴロに倒れて最後の打者になった。

## 表彰選手
MVP
岡本和真（巨人）
ファイナルステージ4試合で3本塁打7打点を挙げる活躍を見せ、セ・リーグ史上最年少となる23歳でMVPを獲得した。

## テレビ・ラジオ放送およびネット配信

### テレビ放送

#### ファーストステージ放送日程
第1戦（10月5日）
- TBSテレビ ≪地上波、関東ローカル≫[29]
  - 放送時間：14:00 - 15:54
- 毎日放送 ≪地上波、TBS系列、関西ローカル≫[30]
  - 放送時間：13:54 - 17:30（延長90分）
- BS-TBS・BS-TBS 4K[31]
  - 放送時間：15:53 - 17:54（関東地上波からのリレー中継、延長60分）
- TBSチャンネル2≪有料CS≫[32]
  - 放送時間：13:55 - (19:00)

第2戦（10月6日）
- テレビ神奈川 ≪地上波、神奈川県ローカル≫
  - 放送時間：13:45 - 17:50
- BS-TBS・BS-TBS 4K[33]
  - 放送時間：14:00 - 18:09（延長75分）
- TBSチャンネル2 ≪有料CS≫
  - 放送時間：13:55 - (19:00)

第3戦（10月7日）
- テレビ神奈川 ≪地上波、神奈川県ローカル≫
  - 放送時間：18:00 - 22:15（18:00 - 18:15及び21:30 - 22:15は、サブチャンネル<032ch>で放送）
- BS-TBS・BS-TBS 4K[31]
  - 放送時間：18:00 - 22:18（延長84分）
- TBSチャンネル2 ≪有料CS≫
  - 放送時間：17:55 - (23:00)

#### ファイナルステージ放送日程
第1戦（10月9日）
- 日本テレビ系列 ≪地上波≫[注 3][34]
  - 放送時間：19:00 - 20:54
- BS日テレ・BS日テレ 4K[34]
  - 放送時間：18:00 - 19:00（地上波トップ中継）、20:52 - 21:24（地上波リレー中継、142chで放送。）
- 日テレジータス≪有料CS≫[34]
  - 放送時間：17:45 - (22:00)

第2戦（10月10日）
- 読売テレビ ≪地上波、日本テレビ系列、関西ローカル≫[35]
  - 放送時間：19:00 - 20:54
- BS日テレ・BS日テレ 4K
  - 放送時間: 18:00 - 20:54
- 日テレジータス≪有料CS≫
  - 放送時間：17:45 - (22:00)

第3戦（10月11日）
- 日本テレビ系列 ≪地上波≫[注 4]
  - 放送時間：19:00 - 22:34[注 5]（100分延長）[注 6]
- BS日テレ・BS日テレ 4K
  - 放送時間：18:00 - 19:00
- 日テレジータス≪有料CS≫
  - 放送時間：17:45 - 23:00（延長60分）

第4戦（10月13日）
- NHK総合[36]
  - 放送時間：15:25 - 18:00[注 7]（マルチ編成実施無し）・18:00 - 18:45（マルチ編成を実施し、サブチャンネルにて放送）
- 日テレジータス≪有料CS≫
  - 放送時間：15:15 - (18:00)[注 8]

※台風による第4戦以降の順延がなければ、第4戦は順延決定後の第5戦の各放送局において放送予定であった。
打ち切りとなった試合
第5戦（10月14日）、第6戦（10月15日）が実施された場合には、日本テレビ系列 ≪地上波≫、BS日テレ・BS日テレ 4K、日テレジータス≪有料CS≫にて試合終了まで放送予定であった。

### ラジオ放送

#### ファーストステージ放送日程
- 全試合ニッポン放送 ≪ネット局：東海ラジオ≫、朝日放送ラジオ、毎日放送で放送。

#### ファイナルステージ放送日程
- ニッポン放送≪ネット局：東海ラジオ※第3戦まで、毎日放送≫、朝日放送ラジオで放送。
- NHKラジオ第一[注 9]、ラジオ日本[注 10] は第1戦 - 第3戦を放送。

### ネット配信

#### ファーストステージ配信日程
- DAZN
- Paravi
- ニコニコ生放送

#### ファイナルステージ配信日程
- DAZN
- Hulu